# Schmalspurbahn der Charlton Ropeworks, Greenwich
| Charlton Ropeworks, Greenwich                                                   | Charlton Ropeworks, Greenwich |
| ------------------------------------------------------------------------------- | ----------------------------- |
| Streckenverlauf auf einer Karte von 1953 Noch erhaltene Gleisreste (Stand 2021) |                               |
| Streckenlänge:                                                                  | 0,5 km                        |
| Spurweite:                                                                      | 610 mm (2-Fuß-Spur)           |
|                                                                                 |                               |

Die Schmalspurbahn der Charlton Ropeworks, Greenwich war eine etwa 500 m lange Werksbahn mit einer Spurweite von 610 mm von dem Schiffsanleger an der Themse zu den Charlton Ropeworks in Greenwich.

## Geschichte
Der Bau der Fabrik der Charlton Ropeworks, Greenwich begann im November 1914. Sie war über eine mit Dampflokomotiven betriebene Schmalspur-Werksbahn mit der Landungsbrücke an der Themse verbunden.
Die importierten Sisal-Ballen wurden mit einem auf Schienen laufenden Kran auf die Schmalspurbahn verladen, die selbst nicht auf den Steg fuhr. Die Sisal-Ballen wurden zunächst mit der Bahn in das Hanflager und später in die Seilfabrik transportiert, um auf Spulen gesponnen zu werden. Die Spulen wurden dann in die Seilerei gebracht, wo sie zu Litzen geformt wurden, die auf einer Hängebank zu Spulen gewickelt wurden, bevor sie zum Spleißen und Verpacken in das Seillager gebracht wurden. Die fertigen Seile und Taue verließen die Fabrik auf der Straße.
Die Lokomotiven wurden später durch Traktoren ersetzt. Seit den 1970er Jahren wurde der Schiffsanleger nicht mehr benutzt, da das Rohmaterial auf der Straße angeliefert wurde. Die Fabrik wurde 1980 geschlossen und ist heute ein Industriegebiet.
Einzelne Abschnitte der Schmalspurbahn sind noch erhalten, insbesondere in einem unzugänglichen Grünstreifen östlich der ehemaligen Gießerei.